# Outing
Pour le magazine, voir Outing (magazine).

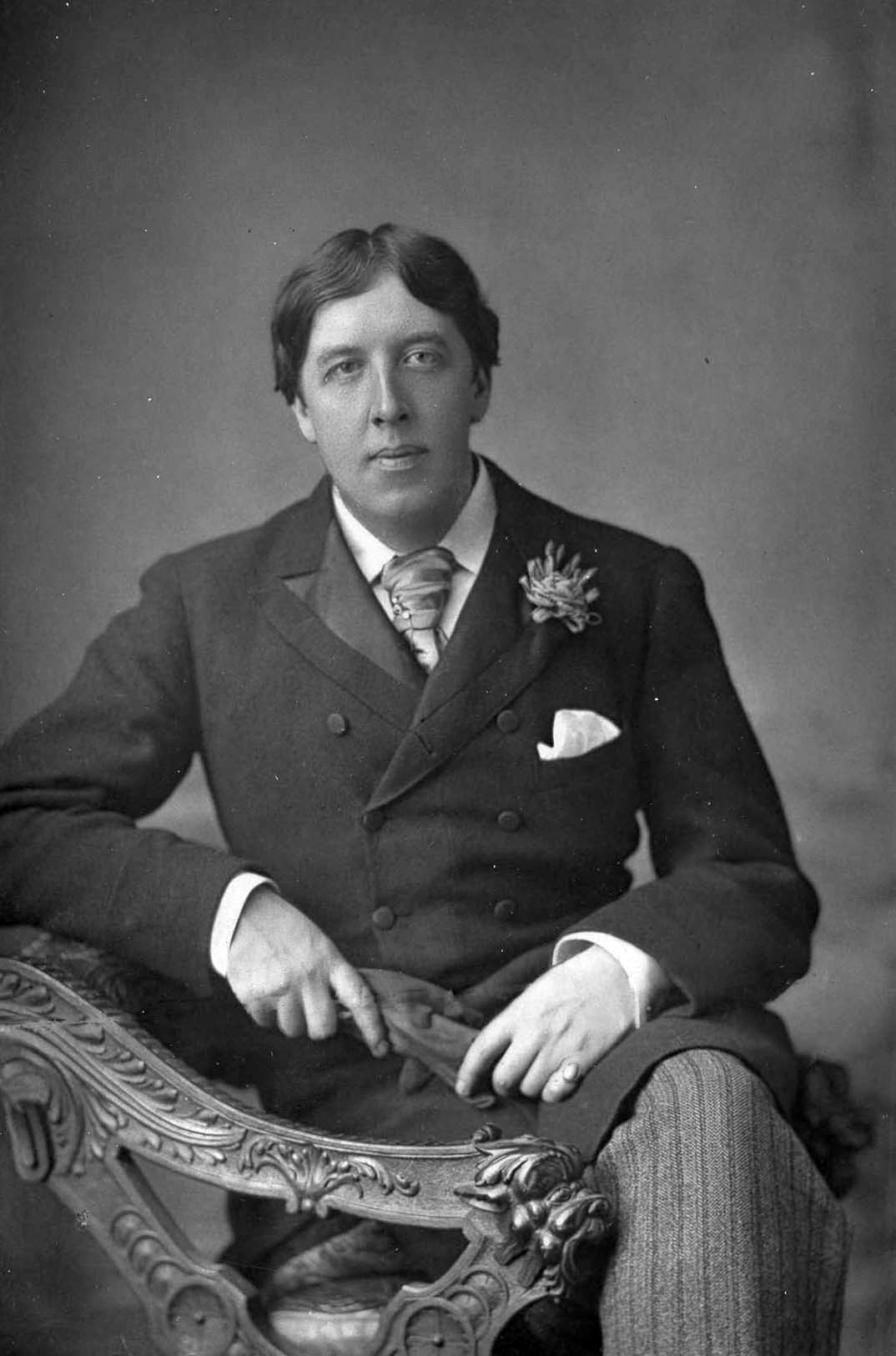
Oscar Wilde, du martyr de l'Outing au pionnier du Coming Out.

L'outing ou le déplacardage est le fait de révéler l'homosexualité, la bisexualité, la transidentité, la non-binarité, l'intersexuation, la pansexualité ou l'asexualité d'une personne sans son consentement, voire contre sa volonté.
L'« outing » est un cas différent du « coming out » qui consiste, pour une personne non hétérosexuelle, non cisgenre ou intersexe, à révéler volontairement son orientation sexuelle ou identité de genre. Une manœuvre d'« outing » peut être effectuée dans un but politique (par exemple : dénoncer une divergence entre style de vie privée et propos publics). On dit alors que la personne en question a été « outée ». 
La pratique de l'outing est parfois présentée par ses défenseurs comme un moyen de lutter contre les discriminations et les LGBTphobies, mais elle est par ailleurs dénoncée comme une forme de délation et une violation de la vie privée.

## Outingcomme outil du militantisme gay et lesbienne
Le terme outing apparaît aux États-Unis dans les années 1980, dans le contexte de la crise du sida au sein de la communauté homosexuelle. Pour certains activistes anti-sida (notamment au sein d'ACT UP à New York), son but doit être de pointer du doigt des homosexuels puissants (dans les sphères politiques ou médiatiques, notamment) qui, par leur silence, leur passivité ou leurs actions, font le jeu de l'épidémie (par exemple des gays exerçant de hautes fonctions au sein du Parti républicain). Il s'agit donc d'une arme maniée par des personnes homosexuelles contre d'autres personnes homosexuelles. Ce qui est dénoncé, ce n'est pas l'homosexualité de la personne visée, mais la contradiction entre sa vie privée et ses prises de positions publiques.
C'est dans cette optique qu'en 1999, Act Up-Paris a publiquement menacé d'« outer » un député UDF, homosexuel et présent à la manifestation anti-Pacs du 31 janvier 1999, où ont été entendus des slogans homophobes. L'association a finalement renoncé à publier le nom du député en question. 
En 2003, le journaliste Guy Birenbaum révélera l'homosexualité de Renaud Donnedieu de Vabres.
De même, des associations LGBT autrichiennes se sont demandé durant des années si elles devaient ou non révéler la bisexualité de Jörg Haider, un homme politique autrichien ayant voté contre une proposition d'abaissement de l'âge de consentement pour les relations homosexuelles dans son pays, afin de l'affaiblir politiquement (son électorat étant très conservateur) ; les raisons contre étant que cela pourrait encourager davantage l'homophobie et la biphobie dans un pays déjà conservateur. Peu après sa mort, en 2008, Stefan Petzner, un de ses plus proches collaborateurs, a finalement révélé leur liaison.
En 2011, dix députés italiens dans le placard sont outés pour avoir voté contre une loi visant à combattre l'homophobie. Cet acte est l'œuvre d'Aurelio Mancuso, militant de la cause LGBTQI, qui dit posséder plus d'une centaine de noms de personnalités italiennes, et menace de continuer le processus si ces personnes font preuve d'homophobie.
L'outing comme outil du militantisme LGBT est une pratique débattue et parfois contestée au sein même des associations LGBT, ce qui peut expliquer qu'il soit rarement utilisé. En France, il n'a jamais été pratiqué par les associations, Act Up-Paris ayant renoncé en 1999 à mettre ses menaces à exécution.

## Outingpour d'autres raisons
Ce sens originel du mot outing s'est élargi depuis son apparition et aujourd'hui, le terme est utilisé quelle que soit la motivation derrière le fait de révéler l'homosexualité d'une personne sans son consentement : activisme homosexuel ou au contraire homophobie (lorsque l'homosexualité est vue comme un vice qu'il faut dénoncer), volonté de la presse people de « vendre du papier » ou conviction de la part de certains journalistes qu'il s'agit d'une information digne d'intérêt public. 
Certains médias ont ainsi parlé d'outing après la révélation, par le magazine people Closer, de l'homosexualité de Florian Philippot, alors no 2 du Front national.
En 2000, l'homosexualité du conseiller régional d'Île-de-France Jean-Luc Roméro est révélée dans un magazine gay, e-m@le, dans le cadre d'un article consacré à la campagne des municipales à Paris (Jean-Luc Roméro milite alors pour le candidat du RPR, Philippe Séguin). Attaqué en justice, l'éditeur du magazine se défendra d'avoir voulu réaliser un outing au sens militant du terme, arguant qu'il pensait que l'homosexualité de Jean-Luc Roméro était publique. Le journal est cependant condamné à 3 000 euros de dommages et intérêts. Le jugement fait jurisprudence et peut expliquer en partie la réticence des médias français à évoquer l'homosexualité d'une personnalité, alors que dans d'autres pays elle peut être considérée comme d'intérêt public. C'est ainsi qu'au Royaume-Uni, le directeur général de la compagnie pétrolière BP, John Browne, a démissionné le 1er mai 2007 après que la justice a autorisé un tabloïd à révéler son homosexualité en publiant les allégations de son ancien amant.
Le 19 décembre 2013, la cour d'appel de Paris, infirmant le jugement de première instance, autorise les mentions du livre Le Front national des villes et le Front national des champs d'Octave Nitkowski concernant l'homosexualité des deux conseillers régionaux FN du Pas-de-Calais, Steeve Briois et Bruno Bilde. S’appuyant sur une décision de la Cour européenne des droits de l'homme, la Cour de cassation estime, le 11 juillet 2018, que l’atteinte à la vie privée peut être considérée comme secondaire par rapport à la nécessité d’informer le public de l'orientation sexuelle des deux hommes, celle-ci étant d’après elle d’« intérêt général ».
En octobre 2018, l'avocat et journaliste Juan Branco critique sur Twitter la nomination du nouveau secrétaire d'État auprès du ministre de l'Éducation nationale Gabriel Attal, lié par un Pacs avec Stéphane Séjourné, un conseiller du palais de l'Élysée, affirmant qu'il s'agirait d'une « promotion-canapé ». À la suite de la polémique née de ses propos, exploités entre autres par des sites antisémites et homophobes, Branco déclare ne pas avoir voulu faire de la question de l'orientation sexuelle des personnes concernées le sujet de sa communication, mais dénonce « des rapports de népotisme avérés », notamment « dans le cadre de l'attribution d'une circonscription à M. Attal par son conjoint » mais aussi « à l'Assemblée nationale, puis au gouvernement, où M. Séjourné a été un élément clef de l'ascension de son conjoint, sans ne jamais le révéler ». Il justifie son geste dans les colonnes du journal (classé à droite ou à l'extrême droite,) L'Incorrect en affirmant que « l'homosexualité est devenue un fait naturel dans la société » et que « cette orientation sexuelle étant institutionnalisée, la question de sa révélation dans l'espace public ne doit plus se poser ».